# Ryan Zézé
Pour les articles homonymes, voir Zeze.
Ryan Zézé, né le 29 janvier 1998 à Louviers, est un athlète français, spécialiste des épreuves de sprint. Il est le frère cadet de Méba-Mickaël Zézé.

## Biographie
Champion de France espoir du 200 m en 2018, il remporte la médaille de bronze du 200 m et la médaille d'argent au titre du 4 × 100 m lors des championnats d'Europe espoirs 2019. 
En 2020, il se classe troisième du 60 m lors des championnats de France en salle.
En 2021, il termine troisième du relais 4 × 100 m de la Super ligue des Championnats d'Europe par équipes. Aux championnats de France d'athlétisme 2021, il se classe troisième de l'épreuve du 100 m et deuxième de l'épreuve du 200 m. Il fait partie de la délégation française pour les Jeux olympiques d'été de 2020 dans l'épreuve du 4 × 100 m.
Le 21 août 2022, il remporte la médaille d'argent du relais 4 x 100 m lors des championnats d'Europe de Munich en compagnie de Méba-Mickaël Zézé, Pablo Matéo et Jimmy Vicaut.
Le 28 juillet 2023, il est deuxième sur 100 mètres aux Championnats de France à Albi et remporte le titre sur 200 mètres.
Aux Championnats de France 2025 à Talence, il réalise le doublé 100 m, 200 m.

## Palmarès

### International
| Date | Compétition           | Lieu     | Résultat | Épreuve   | Temps   |
| ---- | --------------------- | -------- | -------- | --------- | ------- |
| 2022 | Championnats du monde | Eugene   | finale   | 4 x 100 m | DQ      |
| 2022 | Championnats d'Europe | Munich   | 2e       | 4 x 100 m | 37 s 94 |
| 2023 | Jeux européens        | Chorzów  | 1er      | 200 m     | 20 s 29 |
| 2023 | Jeux européens        | Chorzów  | 3e       | 4 x 100 m | 38 s 51 |
| 2023 | Championnats du monde | Budapest | 6e       | 4 × 100 m | 38 s 06 |
| 2024 | Jeux olympiques       | Paris    | 6e       | 4 × 100 m | 37 s 81 |

### National
- Championnats de France d'athlétisme :
  - 100 m : Vainqueur en 2025 ; 2e en 2023 ; 3e en 2021
  - 200 m : Vainqueur en 2023, 2024 et 2025 ; 2e en 2021 et 2022
- Championnats de France d'athlétisme en salle :
  - 60 m : 3e en 2020
  - 200 m : Vainqueur en 2022

## Records
| Épreuve | Temps   | Lieu              | Date            |
| ------- | ------- | ----------------- | --------------- |
| 100 m   | 10 s 11 | La Chaux-de-Fonds | 14 juillet 2024 |
| 200 m   | 19 s 90 | La Chaux-de-Fonds | 14 juillet 2024 |